# Phạm Thanh Thảo
Phạm Thanh Thảo (sinh ngày 1 tháng 1 năm 1979 tại Thành phố Hồ Chí Minh) là một nữ ca sĩ kiêm người dẫn chương trình nổi tiếng người Việt Nam. Cô được khán giả biết đến qua các ca khúc khá thành công như: "Mừng tuổi mẹ", "Đời mẹ" và "Ngày xưa ơi". Cô sinh ra trong gia đình gồm có 4 anh chị em và là con thứ 3 trong nhà. Ngoài vai trò là ca sĩ Phạm Thanh Thảo còn được khán giả biết đến với vai trò là người dẫn chương trình của các chương trình: Vườn âm nhạc, Giai điệu tình yêu, Quà tặng trái tim, Nhóm ca & bạn trẻ của Đài truyền hình Thành phố Hồ Chí Minh, CLB Chiều thứ Bảy (NVH Thanh Niên).

## Album phát hành
- 2003: Mắt Nâu (Vol 1)
- 2004: Em Vẫn Tin... Một Ngày Mai Có Nhau (Vol 2)
- 2005: Tình Đầu (Vol 3)
- 2006: Chuyện Tình Yêu (Vol 4)
- 2007: Thiên Đường Xa Xôi (Vol 5)
- 2008: Công Chúa Thỏ (Vol 6)
- 2009: Giấc Mơ Về Ngôi Nhà (Vol 7)
- 2010: Hải Âu Tung Cánh (Vol 8)
- 2012: Bờ vai em chờ (Vol 9)
- 2013: Mong manh (Vol 10)
- 2013: Giá anh không tồn tại (Vol 11)
- 2013: Mỗi người một định mệnh (Vol 12)
- 2015: Anh yêu em thật không? (Vol 13)

## Phim
- Tiếng dương cầm trong mưa (2003)
- Chuyện tình yêu (2006)
- Những ngày hè xanh (vai Nga) (2009)
- Hạnh phúc có thật (vai Trà) (2009)
- Hoa xương rồng (vai Muội) (2010)

## Quảng cáo
- Dầu gội Kiddi (2002)
- Thuốc Enervon-C (2002-2003)
- Sữa Anlene (2003)